# Julien Lyneel
Julien Lyneel (Montpellier, 15 de abril de 1990) é um ex-jogador de voleibol francês que atuava na posição de ponteiro. Atualmente o atleta representa a França como jogador de voleibol de praia.

## Carreira

### Clube
Lyneel começou a atuar no mundo do esporte jogando futebol nas categorias de base do Montpellier. Em 2005 começou a jogar voleibol nas categorias de base do Montpellier Volley até que em 2008 entrou para o Institut Fédéral de Volley-ball (IFVB). Somente no ano seguinte ingressou no time adulto do Montpellier, por onde permaneceu até 2015.
Em 2015 se transferiu para o voleibol polonês após fechar contrato com o Asseco Resovia Rzeszów. Com o time da cidade de Rzeszów foi vice-campeão do Campeonato Polonês na temporada 2015–16. Na temporada seguinte foi atuar no voleibol italiano pelo Bunge Ravenna.
Em 2017 o francês foi contratado pelo Shanghai Golden Age para atuar no voleibol chinês, onde conquistou o título do Campeonato Chinês na temporada 2017–18.
Em 2019, jogando pelo Jastrzębski Węgiel, foi vice-campeão da Copa da Polônia de 2018–19. Em 2021 o ponteiro voltou a defender as cores do Montpellier Volley. Após contribuir para a conquista do oitavo título nacional do clube de sua cidade natal após 47 anos, o ponteiro anunciou a sua aposentadoria das quadras.

### Seleção
Lyneel ingressou na seleção adulta francesa em 2011. Ele conquistou seu primeiro título com a seleção no Campeonato Europeu de 2015 ao derrotar a seleção da Eslovênia por 3 sets a 0. No mesmo ano, também conquistou o título da Liga Mundial de 2015. Em 2018, durante a primeira edição da Liga das Nações, ficou em segundo lugar após perder a final para a seleção russa.
Em dezembro de 2020, sofreu uma luxação no ombro direito, o que o levou a interromper sua temporada de clubes pelo Tonno Tonno Callipo Calabria Vibo Valentia. Durante a Liga das Nações de 2021, Lyneel retornou à seleção francesa e disputou as primeiras partidas do torneio na posição de líbero. No entanto, após a partida contra a seleção neerlandesa em 15 de junho, ele se retirou da competição devido ao desgaste físico, ficando ausente da seleção francesa nos Jogos Olímpicos de Tóquio.

## Títulos
Shanghai Voleibol Clube
- Campeonato Chinês: 2017–18

Montpellier Volley
- Campeonato Francês: 2021–22

## Clubes
| Anos      | Clube                                |
| --------- | ------------------------------------ |
| 2009–2015 | Montpellier UC                       |
| 2015–2016 | Asseco Resovia Rzeszów               |
| 2016–2017 | Bunge Ravenna                        |
| 2017–2018 | Shanghai Golden Age                  |
| 2018–2020 | Jastrzębski Węgiel                   |
| 2020–2021 | Tonno Callipo Calabria Vibo Valentia |
| 2021–2022 | Montpellier Volley                   |